# Сражение в Коралловом море
Сраже́ние в Кора́лловом мо́ре (4−8 мая 1942 года) — одно из наиболее значительных морских сражений на тихоокеанском театре военных действий Второй мировой войны. Оно произошло между Императорским флотом Японии и воздушными и морскими соединениями Союзников — США и Австралии. Сражение в Коралловом море стало первым в истории столкновением авианосных соединений, а также первым морским сражением, в ходе которого корабли противоборствующих сторон не видели судов противника и не вступили в артиллерийский бой.
Для усиления своих позиций в южной части Тихого океана, японцы приняли решение захватить Порт-Морсби на Новой Гвинее и остров Тулаги в юго-восточной части Соломоновых островов. Оперативный план носил название «Операция МО» и подразумевал действия нескольких крупных соединений Объединённого флота. Для обеспечения воздушной поддержки сил вторжения в состав группировки были включены два эскадренных и один лёгкий авианосец. Общее командование операцией осуществлял вице-адмирал Сигэёси Иноуэ.
Благодаря разведданным, американцы были осведомлены о планах противника и отправили для противодействия японцам авианосное оперативное соединение и объединённый крейсерский отряд австралийского и американского флотов. Общее командование силами Союзников осуществлял контр-адмирал Фрэнк Флетчер.
3 и 4 мая японские силы захватили остров Тулаги, несмотря на потопление или повреждение нескольких кораблей поддержки в результате неожиданного налёта авиагруппы авианосца ВМФ США «Йорктаун». Узнав о присутствии вражеской авианосной группировки, в Коралловое море вошли японские эскадренные авианосцы с целью обнаружить и уничтожить силы Союзников. К вечеру 6 мая авианосные соединения противоборствующих сторон располагались в 130 км друг от друга, не обнаружив противника.
Группировки обменивались авианалётами в течение двух дней, начиная с 7 мая. В первый день столкновения американцы потопили лёгкий авианосец «Сёхо», а японцы уничтожили эсминец и сильно повредили танкер, который позднее был затоплен.
На следующий день две авианосные группировки обменялись ударами: японский авианосец «Сёкаку» получил серьёзные повреждения, а американский «Лексингтон» был затоплен в результате тяжёлого урона, нанесённого самолётами с японских авианосцев. «Йорктаун» также оказался повреждён, но остался на плаву. После значительных потерь кораблей и самолётов оба флота вышли из сражения и отступили. Лишившись поддержки с воздуха, Сигэёси Иноуэ отменил нападение на Порт-Морсби, намереваясь провести его позднее.
Несмотря на тактическую победу японцев по тоннажу потопленных кораблей Союзников, по ряду причин стратегический перевес оказался на стороне последних. Впервые с начала войны им удалось остановить наступление японцев. Что более значимо, из авианосцев «Сёкаку» и «Дзуйкаку» один был повреждён, а другой не смог участвовать в битве за атолл Мидуэй из-за значительно поредевшей авиагруппы (в военной доктрине японцев авианосец и его авиагруппа рассматривались как единое целое и доукомплектование одного авианосца самолётами с другого не предполагалось). В то же время повреждённый в Коралловом море «Йорктаун» принял участие в битве за Мидуэй на стороне Союзников, позволив тем практически сравняться с противником по числу самолётов и внеся весомый вклад в победу американцев. Большие потери в авианосцах и поражение при Мидуэе заставили Японию вообще отказаться от планов по захвату Порт-Морсби с моря и позднее попытаться овладеть им с суши в ходе неудачного наступления вдоль тропы Кокода. Через два месяца Союзники воспользовались стратегической уязвимостью японцев в южной части Тихого океана и начали кампанию на Гуадалканале. Битва за Гуадалканал и Новогвинейская кампания способствовали прорыву японской обороны в южной части Тихого океана и внесли значительный вклад в поражение Японии во Второй мировой войне.

## Предыстория

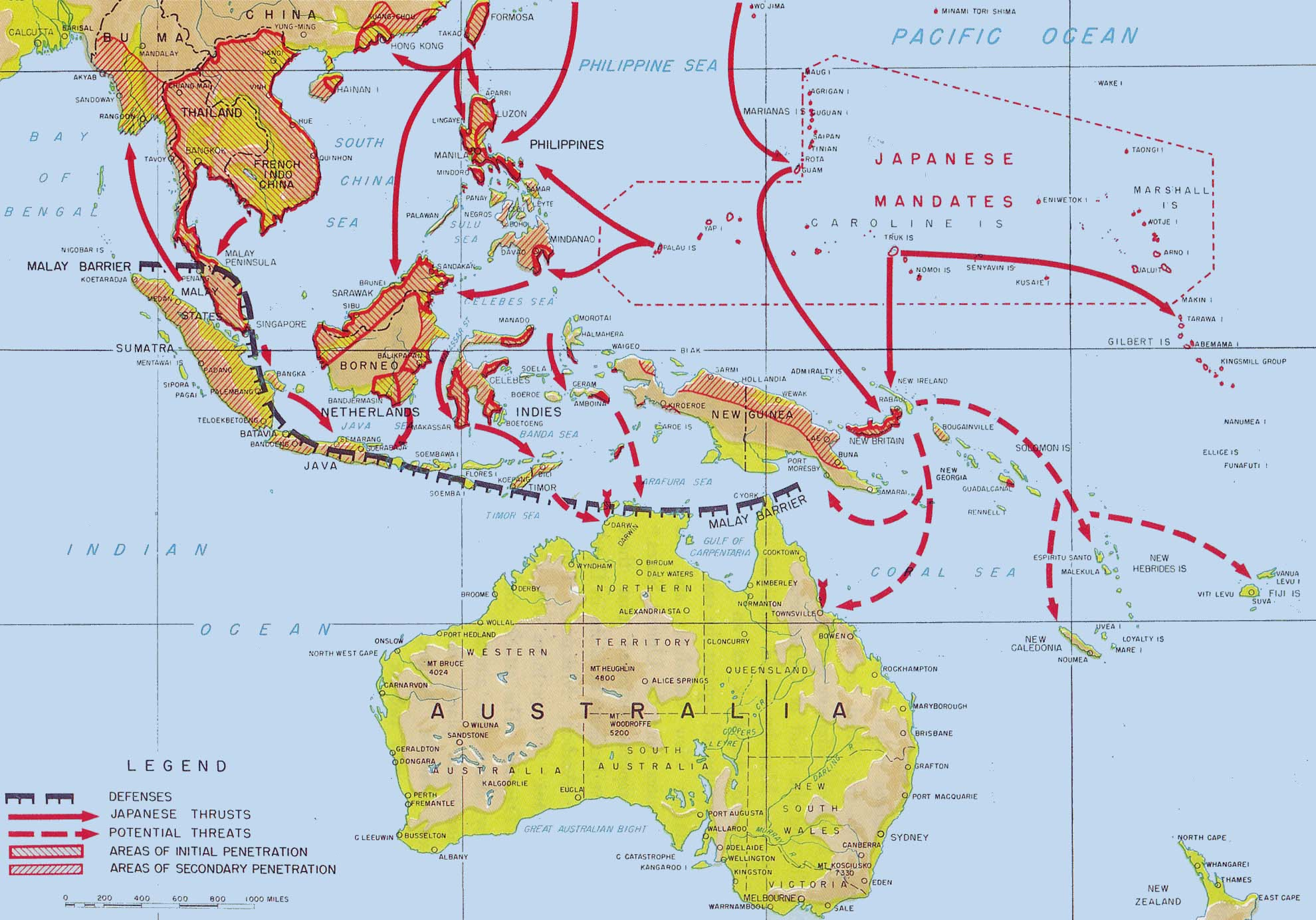
Продвижение японских сил с декабря 1941 по апрель 1942 года

### Продвижение японских сил
7 декабря 1941 года японские авианосцы атаковали Тихоокеанский флот США в Перл-Харборе на Гавайях. В ходе удара большинство линейных кораблей американского ВМФ были уничтожены или повреждены. США официально вступили в войну. Атакой на Пёрл-Харбор японские лидеры стремились нейтрализовать американское присутствие в тихоокеанском регионе, чтобы расширить свои владения за счёт территорий, богатых природными ресурсами, и заполучить стратегические военные базы. Одновременно с ударом по Пёрл-Харбору, японцы вторглись в Британскую Малайю, вынудив Великобританию, Австралию и Новую Зеландию присоединиться к США в войне против Японии. Целью империи было выдворить британцев и американцев из Голландской Индии и Филиппин, чтобы сделать японскую экономику независимой и самодостаточной.

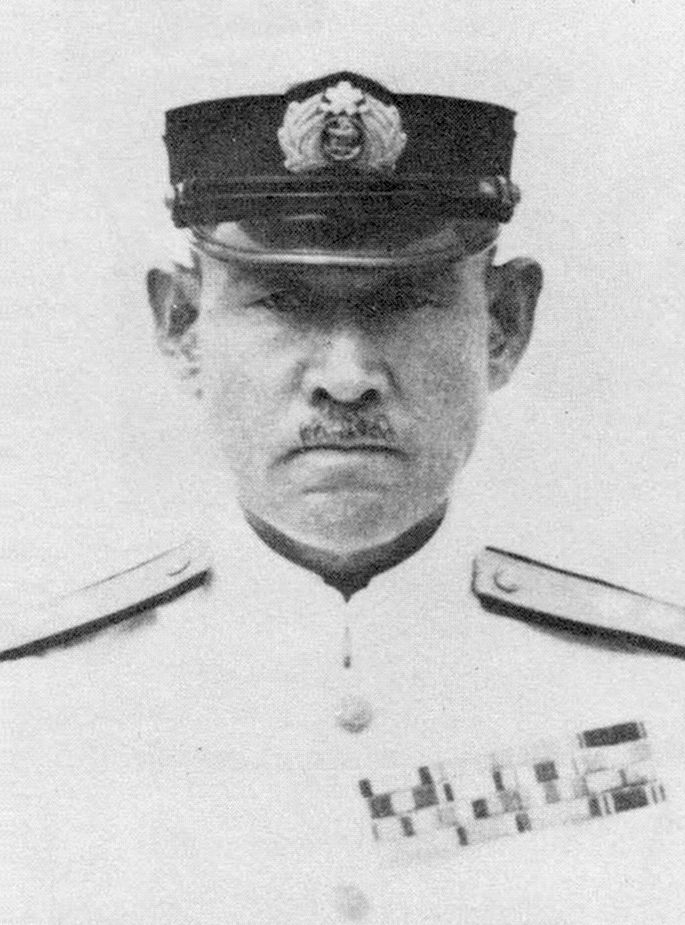
Сигэёси Иноуэ, командующий 4-м флотом японских ВМС

В начале войны Япония успешно занялась выполнением поставленных задач, за несколько месяцев 1942 года захватив Филиппины, Таиланд, Сингапур, Голландскую Ост-Индию, остров Уэйк, Новую Британию, острова Гилберта и Гуам. Империя планировала использовать новые территории в качестве периметра обороны в рамках войны на истощение.
Вскоре после начала войны командование Императорского флота предложило оккупировать северные территории Австралии для предотвращения их использования в качестве базы. Императорская армия отвергла планы флота по причине недостатка сил и нехватки средств для транспортировки сил вторжения. В то же время адмирал Сигэёси Иноуэ, командующий 4-м флотом, действовавшим в южной части Тихого океана, выступал за оккупацию острова Тулаги в юго-восточной части Соломоновых островов и Порт-Морсби на Новой Гвинее. В таком случае территория Австралии оказалась бы в зоне досягаемости размещённой на островах авиации. Иноуэ полагал, что контроль над Тулаги и Порт-Морсби обеспечит большую безопасность и глубину обороны основной базы японцев в Рабауле на острове Новая Британия. Штаб флота и армия поддержали адмирала и предложили использовать будущие приобретения в качестве опорных пунктов для оккупации Новой Каледонии, Фиджи и Самоа. Выполнение этих планов позволило бы прервать сообщение между Австралией и США и прекратить поставки вооружения в регион.
В апреле 1942 года армией и флотом разработали план под названием «MO». Он подразумевал захват Порт-Морсби с моря до 10 мая и оккупацию Тулаги до 2-3 мая. На Тулаги предполагалось построить базу гидросамолётов для разведки и воздушных операций в регионе. После завершения плана «MO» вступал в действие план «RY» по захвату островов Науру и Банаба, обладавших залежами фосфатов. Следующим шагом был бы план «FS» по нападению на Фиджи и Новую Каледонию. Потери японцев от авиаударов Союзников в ходе операции по захвату Лаэ и Саламауа на Новой Гвинее в марте заставили Иноуэ затребовать у Объединённого флота авианосцы для прикрытия сил вторжения с воздуха. Особенно его беспокоили вражеские бомбардировщики наземного базирования, действовавшие с австралийских баз в Таунсвилле и Куктауне, за пределами радиуса действия японской авиации из Лаэ и Рабаула.
Командующий Объединённым флотом адмирал Исороку Ямамото в это время планировал на июнь операцию в районе атолла Мидуэй против американских авианосцев, ни один из которых не был повреждён при нападении на Перл-Харбор. Однако для выполнения плана «МО» он передал несколько крупных кораблей под командование Иноуэ, включая два эскадренных и один лёгкий авианосец, дивизию крейсеров и два дивизиона эсминцев.

### Ответные действия союзников

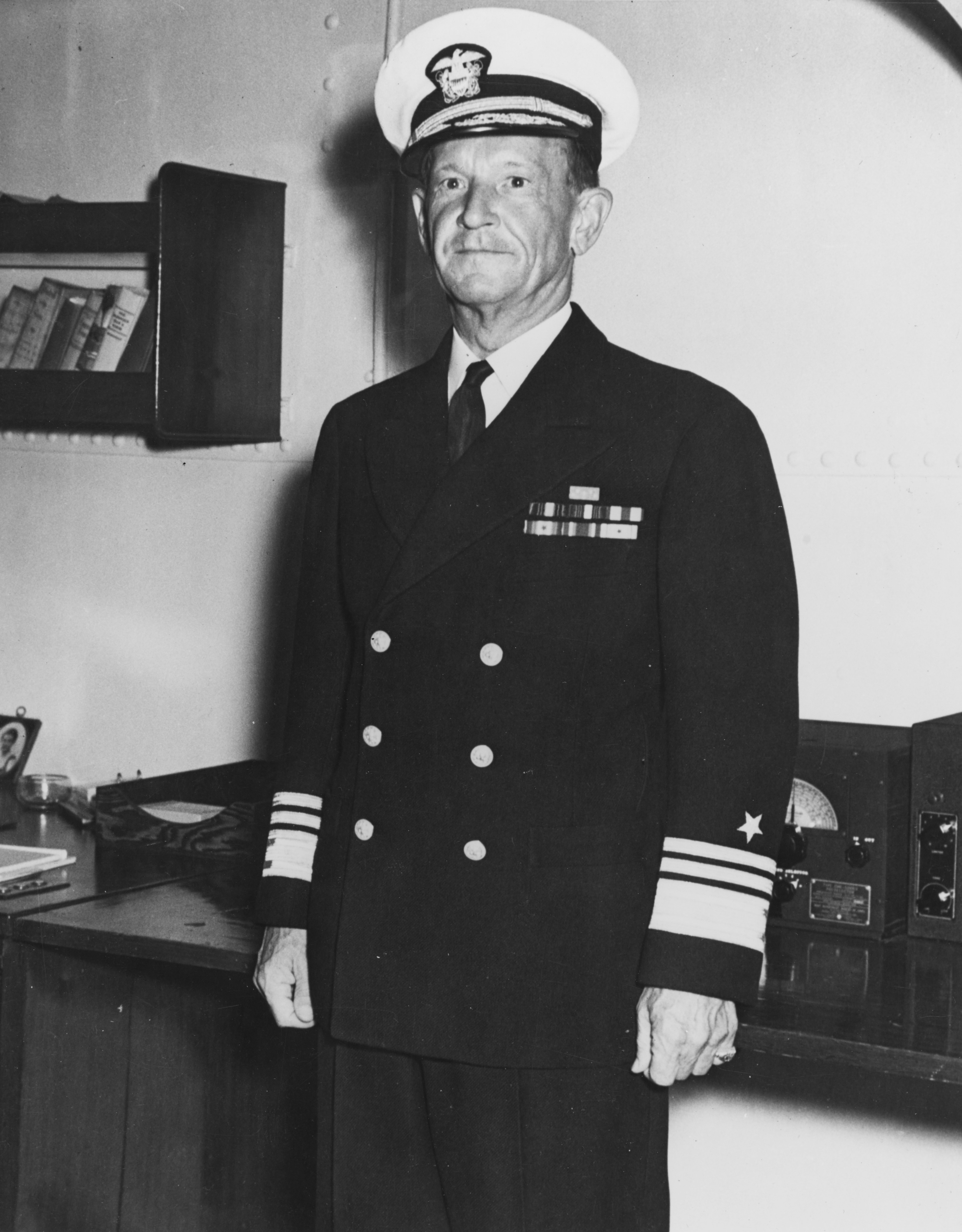
Фрэнк Джек Флетчер, командующий 17-м Оперативным соединением

К моменту развития событий американцы несколько лет изучали систему кодирования информации в японском флоте, и к марту 1942 года США расшифровали около 15 % ключа кодировки под названием Ro, а к концу апреля они уже читали 85 % сообщений, зашифрованных по этой системе.
Первое упоминание об операции МО было перехвачено в марте 1942 года. 5 апреля американцы перехватили сообщение, согласно которому авианосец и другие большие боевые корабли должны проследовать в район операции, проводимой под командованием адмирала Иноуэ. 13 апреля было расшифровано сообщение, что 5-я дивизия авианосцев, состоявшая из авианосцев Сёкаку и Дзуйкаку, направлялась под командование адмирала Сигэёси Иноуэ с заходом в главную базу флота на острове Чуук.
После анализа расшифрованного сообщения, американцы пришли к выводу, что японские силы планируют значительную операцию в юго-восточной части Тихого Океана, и Порт-Морсби — её вероятная цель. Союзники, в свою очередь, также рассматривали Порт-Морсби как ключевую базу для контрнаступления в данном регионе. Возможными целями нападения японцев также могли стать базы союзнических войск на островах Самоа и Сува. Результатом оценки ситуации стало решение отправить в Коралловое море все четыре имевшихся в составе Тихоокеанского флота США авианосца. Полученные к 27 апреля разведданные подтвердили большую часть деталей и целей операций МО и РИ.
29 апреля командующий Тихоокеанским флотом США адмирал Честер Нимиц издал приказ, согласно которому четыре авианосца и боевые корабли поддержки отправлялись в Коралловое море. В тот момент 17-е Оперативное соединение под командованием контр-адмирала Фрэнка Флетчера уже находилось в регионе. В его состав входил авианосец Йорктаун, сопровождаемый тремя крейсерами и четырьмя эсминцами, при поддержке двух танкеров-заправщиков и ещё двух эсминцев. 11-е Оперативное соединение под командованием контр-адмирала Обри Фитча состояло из авианосца Лексингтон с двумя крейсерами и пятью эсминцами сопровождения и находилось между Фиджи и Новой Каледонией. 16-е Оперативное соединение под командованием вице-адмирала Уильяма Ф. Хэлси — авианосцы Энтерпрайз и Хорнет — только что вернулось в Перл-Харбор после выполнения рейда Дулиттла и поэтому не успевало прибыть в район действий к началу операции. До прибытия 16-го Оперативного соединения в регион адмирал Нимиц назначил контр-адмирала Флетчера командующим всеми оперативными соединениями союзников в южной части Тихого Океана.

По данным своей разведки японцы полагали, что три из четырёх оперативных соединений союзников находились в средних широтах, и не ожидали их противодействия при проведении операции МО.

## Сражение

### Подготовка
В конце апреля японские подводные лодки RO-33 и RO-34 провели разведку и выбор места предполагаемой высадки. Они обследовали остров Россел и острова архипелага Луизиада, а также пролив Джомард и маршрут до Порт-Морсби. Обе лодки вернулись на базу в Рабаул 23 и 24 апреля, не обнаружив ни одного корабля союзников.
Для захвата Порт-Морсби группа высадки под командованием контр-адмирала Косо Абэ включала 11 транспортов с 5500 пехотинцами. Группа прикрытия под командованием контр-адмирала Садамити Кадзиоки состояла из одного лёгкого крейсера и 6 эсминцев. Корабли Абэ покинули базу в Рабауле 4 мая, намереваясь пройти через пролив Джомард и обогнуть южную оконечность Новой Гвинеи, чтобы прибыть к цели 10 мая. Гарнизон союзников в Порт-Морсби насчитывал 5333 человека. Но только половина из них были пехотинцами. Кроме того, они были плохо вооружены и недостаточно обучены.

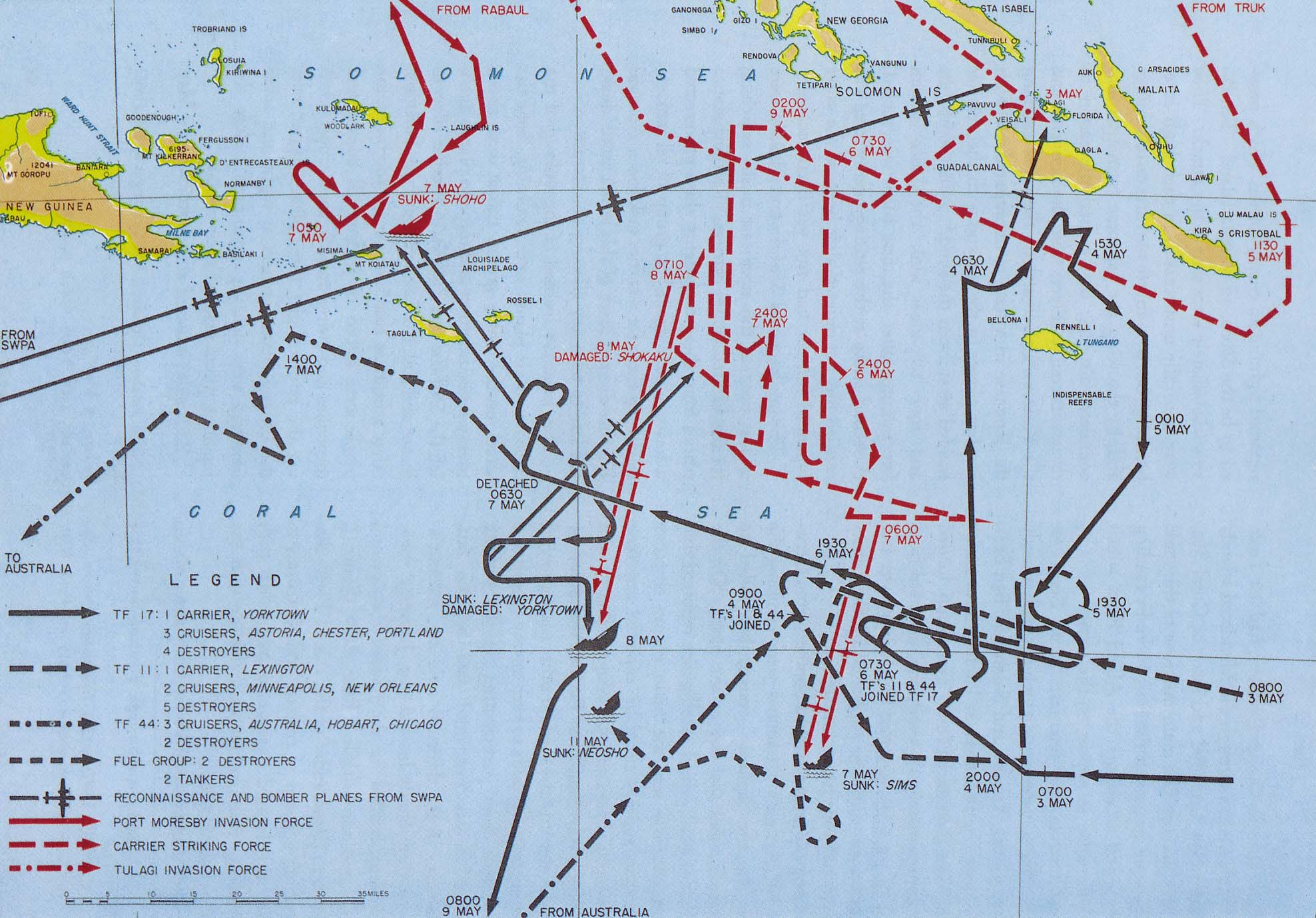
Карта сражения, 3-9 мая, показаны перемещения основных сил.

Нападение на Тулаги осуществляли силы под командованием контр-адмирала Киёхидэ Симы. В их состав входили два минных заградителя, два эсминца, 6 минных тральщиков, два охотника за подводными лодками и транспорт с примерно 400 пехотинцами. В качестве поддержки группе были приданы: лёгкий авианосец Сёхо, 4 тяжёлых крейсера и один эсминец. Указанные корабли находились под командованием вице-адмирала Аритомо Гото. Помимо этого, дополнительное прикрытие обеспечивалось кораблями под командованием контр-адмирала Кунинори Марумо: два лёгких крейсера, носитель гидросамолётов Камикава Мару и три канонерские лодки. После захвата Тулаги 3 или 4 мая, группа прикрытия должна была направиться в район Порт-Морсби. Адмирал Иноуэ руководил операцией MO с борта крейсера Касима, который прибыл в Рабаул 4 мая.
Группа Гото покинула Трук 28 апреля, прошла между островами Бугенвиль и Шуазёль и остановилась у острова Нью-Джорджия. Группа поддержки контр-адмирала Марумо покинула остров Новая Ирландия 29 апреля и направилась к острову Санта-Исабель для развёртывания базы гидросамолётов. Группа высадки под командованием контр-адмирала Шима покинула Рабаул 30 апреля.
Ударная группировка кораблей включала авианосцы Дзуйкаку и Сёкаку, два тяжёлых крейсера и 6 эсминцев. Она покинула Трук 1 мая. Ударные силы находились под командованием вице-адмирала Такэо Такаги. Авианесущая группа должна была проследовать на юг вдоль восточной стороны Соломоновых островов и войти в Коралловое Море к югу от Гуадалканала. После прибытия задачами группы были: поддержка наступательных сил, устранение сопротивления союзников с воздуха, перехват и уничтожение любых сил союзников, посланных в район действий.
На пути в Коралловое море авианосцы Такаги должны были доставить 9 истребителей Зеро в Рабаул. Плохая погода в течение 2-3 мая во время двух попыток осуществить доставку вынудили самолёты вернуться на авианосцы, находившиеся в 240 милях (440 км) от Рабаула, и один из истребителей упал в море. Для того, чтобы попытаться сохранить график выполнения операции MO, Такаги был вынужден после второй попытки отказаться от доставки самолётов и направил свои силы к Соломоновым островам для дозаправки.

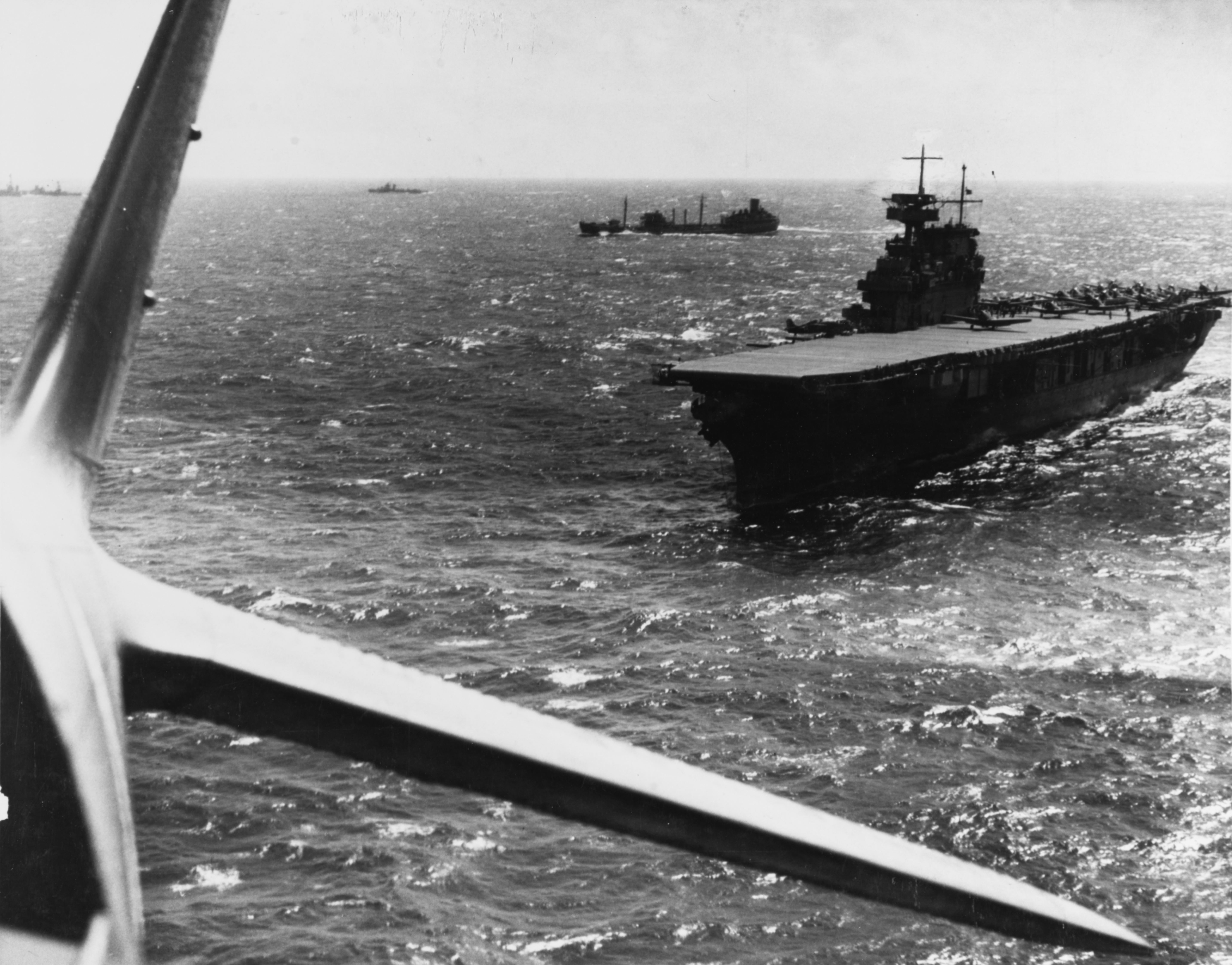
Йорктаун в Тихом океане, до сражения. Корабль-заправщик на заднем плане.

Для заблаговременного оповещения о приближении сил союзников японцы направили подводные лодки I-22, I-24, I-28 и I-29 для патрулирования приблизительно в 450 морских милях на юго-запад от Гуадалканала. Однако оперативное соединение Флетчера прошло в район Кораллового моря раньше, и японцы не знали об их присутствии. Подводная лодка I-21, посланная на разведку в район Нумеа, была атакована самолётом с Йорктауна, но не получила повреждений. Её экипаж, по всей видимости, не догадался о возможности присутствия авианосца. Подводные лодки RO-33 и RO-34 также были направлены в район для блокады Порт-Морсби, но ни одна из них не встретила кораблей противника во время сражения.
11-е и 17-е Оперативные соединения встретились утром 1 мая приблизительно в 300 милях северо-западнее Новой Каледонии (16°16′ ю. ш. 162°20′ в. д.). После встречи адмирал Флетчер незамедлительно отдал приказ о дозаправке кораблей 11-го Оперативного соединения с танкера Типпекану, в то время как 17-е Оперативное соединение уже почти закончило пополнение запасов от танкера Неошо. Окончив пополнение топливом на следующий день, адмирал получил доклад, что 11-е Оперативное соединение закончит заправку топливом только к 4 мая. Тогда он принял решение с 17-м Оперативным соединением выдвигаться в направлении островов архипелага Луизиада, а 11-му Оперативному соединению ожидать встречи с 44-м Оперативным соединением, которое состояло из американского тяжёлого крейсера Чикаго, австралийских крейсеров Австралия, Хобарт, и 4 эсминцев.

### Тулаги
Утром 3 мая войска адмирала Сима прибыли к побережью острова Тулаги и начали высадку. Десант не встретил сопротивления. Небольшой гарнизон австралийских коммандос и подразделение разведки ВВС Австралии были эвакуированы незадолго до нападения. Захватившие остров силы японцев сразу приступили к постройке базы гидросамолётов и пункта связи. Самолёты с авианосца Сёхо прикрывали силы до обеда 3 мая, после чего группа Гото направилась к острову Бугенвиль для дозаправки топливом перед высадкой у Порт-Морсби.
В 17:00 3 мая Флетчеру доложили, что японская группа войск, захватившая Тулаги, направляется к Соломоновым островам, и находится в одном дне пути. На этот момент 11-е Оперативное соединение завершило дозаправку топливом раньше срока и находилось в 60 милях от 17-го Оперативного соединения, но не могла сообщить о своём статусе из-за приказа о радиомолчании. 17-е Оперативное соединение изменило курс и отправилось в направлении Гуадалканала для нанесения авиаударов по силам японцев.
4 мая с позиции в 100 милях на юг от Гуадалканала (11°10′ ю. ш. 158°49′ в. д.) с авианосца 17-го Оперативного соединения стартовало 60 самолётов для нанесения трёх последовательных ударов по силам контр-адмирала Шимы. Самолёты Йорктауна оказались неожиданностью для японцев, что помогло лётчикам потопить эсминец Кикудзуки (09°07′ ю. ш. 160°12′ в. д.), три минных заградителя, повредить ещё 4 корабля и уничтожить 4 гидросамолёта. Американцы потеряли один бомбардировщик и два истребителя, но их экипажи позднее были спасены. Вечером 4 мая, после спасения экипажей, 17-е Оперативное соединение отступило на юг. Несмотря на полученные повреждения, японцы продолжили строительство базы на Тулаги и 6 мая начали разведывательные полёты.
Группа нападения на Тулаги находилась на дозаправке топливом в 350 морских милях (650 км) к северу от острова, когда получила известие об атаке Флетчера. Адмирал Такаги прервал работы по пополнению топливом и направился на юго-восток, а также направил разведывательные самолёты на восток от Соломоновых островов, полагая, что американские авианосцы находятся в этом районе. Но воздушная разведка не принесла результатов.

### Воздушная разведка и решения
5 мая в 08:16 17-е Оперативное соединение встретилось с 11-м и 44-м Оперативными соединениями в заданной точке (15° ю. ш. 160° в. д.) в 320 милях (590 км) южнее Гуадалканала. Примерно в то же время четыре истребителя Grumman F4F Wildcat с авианосца Йорктаун перехватили летающую лодку-разведчик Kawanishi H6K из Иокогамской авиагрупы 25-й воздушной флотилии, базировавшейся на Shortland Islands, и сбили её в 11 милях (20 км) от 11-го Оперативного соединения. Самолёт, прежде чем он был сбит, не смог сообщить на базу о контакте с противником. Но когда он не вернулся в назначенное время, японцы предположили, что он был сбит при встрече с самолётами авианосца.
Сообщением из Перл-Харбора адмирал Флетчер был уведомлен, что согласно радиоперехватам союзников, Япония планировала высадку в Порт-Морсби на 10 мая, и авианосцы их флота, вероятно, будут где-то недалеко от конвоя вторжения. Вооружившись этой информацией, Флетчер направил 17-е Оперативное соединение для дозаправки топливом от танкера «Неошо». После дозаправки, которая должна была быть завершена 6 мая, он планировал направить свои силы на север, к Louisiades и вступить в бой 7 мая.

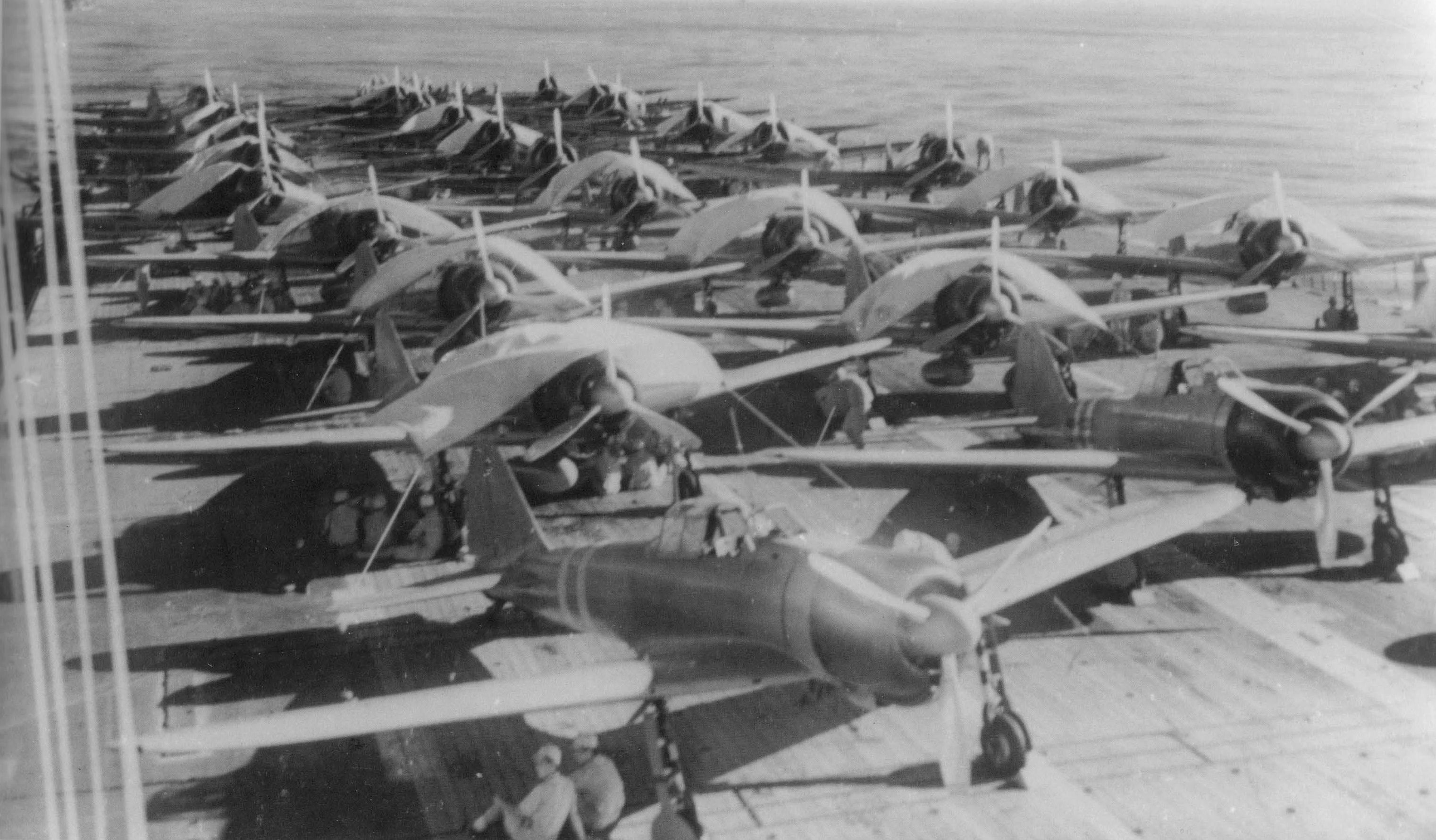
Команда Zuikaku обслуживает самолёты на полетной палубе авианосца, 5 мая.

В то же время, в течение дня 5 мая, авианосные силы Такаги направлялись на юг вдоль восточной стороны Соломоновых островов и, повернув на запад, прошли к югу от острова Сан-Кристобаль (Макира) и после прохода между островом Реннелл и Гуадалканалом рано утром 6 мая вошли в Коралловое море. Такаги начал заправку топливом своих кораблей в 180 милях (330 км) к западу от Тулаги в рамках подготовки авианосцев к сражению, которое, как он ожидал, должно было произойти на следующий день.
6 мая Флетчер включил 11-е и 44-е Оперативные соединения в состав 17-го Оперативного соединения. Полагая, что японские авианосцы до сих пор были по-прежнему на севере вблизи Бугенвиля, Флетчер продолжил дозаправку топливом. Разведывательным патрулям с американских авианосцев на протяжении всего дня не удалось обнаружить каких-либо кораблей японских военно-морских сил, поскольку они просто находились вне пределов радиуса разведки.
В 10:00 разведывательная летающая лодка Kawanishi H6K, вылетевшая из Тулаги, обнаружила 17-е Оперативное соединение и уведомила об этом свою штаб-квартиру. Такаги получил этот доклад в 10:50. В это время силы Такаги были почти в 300 милях (560 км) к северу от Флетчера и почти на границе максимального радиуса действия его палубной авиации. Кроме того, корабли Такаги все ещё заправлялись топливом и не были готовы участвовать в бою. Основываясь на данных доклада, он пришел к выводу, что 17-е Оперативное соединение двигается в южном направлении и расстояние до неё увеличивается. Кроме того, корабли Флетчера находились под большими, низко висящими облаками, которые могли бы затруднить самолётам Такаги и Хара нахождение американских авианосцев. Такаги направил два авианосца и два эсминца под командованием Хара навстречу 17-му Оперативному соединению со скоростью 20 узлов (37 км/ч) для того, чтобы быть в позиции для атаки на рассвете следующего дня, в то время как остальные его корабли продлжили заправку.
Американские бомбардировщики B-17, базирующиеся в Австралии, и осуществлявшие через Порт-Морсби атаки на приближающиеся к Порт-Морсби силы вторжения несколько раз в течение дня 6 мая безуспешно атаковали их, включая боевые корабли Гото. Штаб-квартира Макартура передавала по радио Флетчеру сообщения об атаках и расположении японских сил вторжения. Пилоты Макартура сообщили об обнаружении авианосца (Сёхо) примерно в 425 милях (787 км) к северо-западу от 17-го Оперативного соединения, ещё более убедив в дальнейшем Флетчера, что авианосцы японского флота сопровождают силы вторжения.
В 18:00 17-е Оперативное соединение завершило заправку топливом, и Флетчер, оставив танкер Неошо с эсминцем Симс, стал продвигаться далее на юг к заранее запланированному рандеву.(16° ю. ш. 158° в. д.). Затем 17-е Оперативное соединение повернуло в направлении на северо-запад к острову  Россел в архипелаге островов Луизиада. Оба противника не предполагали, что их авианосцы с 20:00 и в течение всей ночи находились на расстоянии всего лишь 70 миль (130 км) друг от друга. В 20:00 в точке (13°20′ ю. ш. 157°40′ в. д.) Хара изменил курс навстречу Такаги, который завершил заправку топливом и теперь направлялся в сторону Хара.
Поздним вечером 6 мая или ранним утром 7 мая, носитель гидросамолетов Камикава Maру создал базу гидросамолетов на островах Deboyne для целей помощи в обеспечении авиационной поддержки сил вторжения, когда они подойдут к Порт-Морсби. Остальные силы прикрытия адмирала Mарумо заняли позицию возле островов д Антркасто, чтобы помочь Абэ прикрыть приближающийся конвой.

### Сражение авианосцев, первый день

#### Утренние налёты
В 06:25, 7 мая, 17-е Оперативное соединение находилось в 115 милях (213 км) к югу от острова Россел (13°20′ ю. ш. 154°21′ в. д.). В это время Флетчер отправил крейсерские силы Крейса, вновь образованного 17.3 Оперативного соединения, чтобы заблокировать пролив Джомард. Флетчер понимал, что Крейсу предстоит действовать без прикрытия с воздуха, поскольку авианосцы 17-го Оперативного соединения будут заняты попытками найти и атаковать японские авианосцы. Уход отряда боевых кораблей Крейса сократил силы ПВО авианосцев Флетчера. Тем не менее Флетчер считал, что риск является необходимым для того, чтобы обеспечить невозможность японским силам вторжения проникнуть к Порт-Морсби в то время, пока он был занят японскими авианосцами.
Полагая, что авианосные силы Такаги были где-то к северу от его местонахождения, в непосредственной близости от архипелага островов Луизиада, Флетчер приказал авианосцу Йорктаун, начиная с 6:19, отправить 10 пикирующих бомбардировщиков Донтлесс в качестве разведчиков для поиска в этом направлении. В то же время, Такаги, находившийся примерно в 300 милях (560 км) восточнее Флетчера (13°12′ ю. ш. 158°05′ в. д.), в 06:00 выпустил 12 самолётов Накадзима B5Ns на поиск 17-го Оперативного соединения. Хара считал, что корабли Флетчера находились на юге и посоветовал Такаги направить самолёты для поиска в этом направлении. Примерно в это же время крейсера вице-адмирала Гото Кинугаса и Фурутака выпустили четыре гидросамолета Kawanishi E7K2 тип 94 для поиска юго-восточнее архипелага островов Луизиада. Для усиления этого поиска одновременно вылетели несколько гидросамолётов из Deboyne, четыре Kawanishi H6Ks из Тулаги и три бомбардировщика Mitsubishi G4M из Рабаула. Каждая из сторон готовила остальную часть палубной авиации к атаке с их авианосцев сразу же после того, как местоположение противника будет обнаружено.
В 07:22 один из выпущенных по приказу Такаги с авианосца Сёкаку самолётов-разведчиков сообщил, что он обнаружил американские корабли, по пеленгу 182° в 163 милях (302 км) от кораблей Такаги. В 07:45 разведчик подтвердил, что он обнаружил «один авианосец, один крейсер и три эсминца». Другой самолёт-разведчик с Сёкаку быстро подтвердил обнаружение. Самолеты Сёкаку в действительности обнаружили и ошибочно опознали танкер Неошо и эсминец Симс. Полагая, что они обнаружили американские авианосцы, Хара, по согласованию с Такаги, сразу же начал готовить к вылету все имевшиеся в его распоряжении палубные самолёты. Всего 78 самолётов — 18 истребителей A6M Зеро, 36 пикирующих бомбардировщиков D3A Вэл и 24 торпедоносца B5N Кэйт — в 08:00 начали взлетать с Сёкаку и Дзуйкаку и в 08:15 уже были на пути к намеченной цели.
В 08:20 один из самолётов с крейсера Фурутака обнаружил авианосцы Флетчера и немедленно сообщил Иноуэ в штаб-квартиру в Рабауле, который передал этот доклад Такаги. В 08:30 обнаружение было подтверждено гидросамолетом с крейсера Кинугаса. Такаги и Хара смутили противоречивые донесения об обнаружении, которые они получали, но они решили продолжить движение их кораблей на юг, и отправили свои авианосцы к северо-западу, чтобы сократить расстояние с крейсером Фурутака, сообщившим о контакте. Такаги и Хара предположили, что противоречивые сообщения могли означать, что авианосные силы США действуют как два отдельных оперативных соединения.
В 08:15 пикирующий бомбардировщик с Йорктауна, пилотируемый Джоном Л. Нильсеном, обнаружил силы контр-адмирала Гото, сопровождавшие конвой вторжения. В своем закодированном донесении Нильсен допустил ошибку, сообщив приблизительно как «два авианосца и четыре тяжёлых крейсера» в точке с координатами 10°03′ ю. ш. 152°27′ в. д. в 225 милях (417 км) к северо-западу от 17-го Оперативного соединения. Получив это сообщение, Флетчер пришел к выводу, что главные японские авианосные силы установлены и приказал подготовить вылет всех имевшихся в наличии самолётов палубной авиации для атаки. В 10:13 американское ударное авиакрыло в составе 93 самолётов — 18 истребителей F4F Уайлдкэт, 53 пикирующих бомбардировщиков SBD Доунтлесс и 22 торпедоносцев TBD Девастейтор — было уже на пути к свой цели. В 10:19 самолёт Нильсена совершил посадку на палубу авианосца, и он обнаружил ошибку в своем кодированном донесении. Хотя силы вице-адмирала Гото включали авианосец Сёхо, Нильсен сообщал, что увидел два крейсера и четыре эсминца. В 10:12 Флетчер получил доклад от самолётов B-17s Третьей воздушной армии Соединенных Штатов о наличии авианосца, десяти транспортов и 16 военных кораблей в 30 милях (56 км) южнее координат Нильсена в точке с координатами 10°35′ ю. ш. 152°36′ в. д.. На самом деле на B-17s видели то же самое соединение, что и Нильсен: авианосец Сёхо, крейсера Гото, плюс силы вторжения в Порт-Морсби. Полагая, что B-17s обнаружили основные японские авианосные силы, Флетчер направил свои воздушные ударные силы к этой цели.
В 09:15 воздушные ударные силы Такаги достигли района своей цели, увидели танкер ''Неошо'' и эсминец ''Симс'' и напрасно искали американские авианосцы. Наконец в 10:51 экипаж самолёта-разведчика с Сёкаку понял, что они ошиблись в их идентификации танкера и эсминца как авианосца. Такаги теперь понял, что американские авианосцы были между ним и конвоем вторжения, поэтому положение сил вторжения было в крайней опасности. Такаги приказал немедленно атаковать ''Неошо'' и ''Симс'' и затем вернуться к своим авианосцам как можно скорее. В 11:15 торпедоносцы, пикирующие бомбардировщики и истребители прекратили выполнять задание и направились обратно к авианосцам с боезапасом на борту, в то время как 36 пикирующих бомбардировщиков атаковали оба американских корабля.
Четыре пикирующих бомбардировщика атаковали эсминец Симс, а остальные пикировали на танкер Неошо. Эсминец был поражен тремя бомбами, переломился пополам и сразу затонул, оставив в живых только 14 человек из 192 членов экипажа. Семь бомб попали в Неошо. Один из пикирующих бомбардировщиков был сбит зенитным огнем и врезался в танкер. Сильно поврежденный и обездвиженный Неошо остался дрейфовать и медленно затонул в точке с координатами 16°09′ ю. ш. 158°03′ в. д.. Прежде чем лишиться электроэнергии, с Неошо успели уведомить Флетчера по радио, что танкер подвергся нападению и нуждается в помощи. Но сообщение было искажено и никаких подробностей о том, что это было за нападение, передать не успели и дали неправильные координаты 16°25′ ю. ш. 157°31′ в. д. своего местоположения.
Американские ударные самолёты увидели авианосец Сёхо на небольшом расстоянии к северо-востоку от Острова Мисима в 10:40 и развернулись для атаки. Японский авианосец имел защиту из 6 истребителей A6M Зеро и двух самолётов Mitsubishi A5M, летающего воздушного патруля (CAP), тогда как остальная часть самолётов авианосца находилась на нижней палубе в процессе подготовки для атаки против американских авианосцев. Крейсера Гото окружили авианосец в форме ромба, в 3000-5000 ярдах (2700-4600 м) по каждому из углов с Сёхо в центре.
Первым атаковала группа самолётов с авианосца Лексингтон, возглавляемая коммандером Уильямом Б Аултом, поразившая Сёхо двумя 1000 фунтовыми (450 кг) бомбами и пятью торпедами, причинившими авианосцу серьёзный ущерб. В 11:00 группа самолётов с авианосца Йорктаун атаковала горящий и теперь почти неподвижный авианосец, добившись 11 попаданий 1000 фунтовыми (450 кг) бомбами и, по крайней мере, ещё двумя торпедами. Разорванный на части, легкий авианосец Сёхо в 11:35 затонул в точке с координатами 10°29′ ю. ш. 152°55′ в. д.. Опасаясь новых воздушных атак, вице-адмирал Гото повернул свои боевые корабли на север, но в 14:00 послал обратно спасать выживших эсминец Sazanami. Спасены были только 203 человека из 834 членов экипажа авианосца. Три американских самолёта были потеряны в результате нападения: два пикирующих бомбардировщика SBD с Лексингтона и один с Йорктауна. Все оставшиеся на Сёхо 18 самолётов были потеряны, но три пилота с истребителей воздушного патруля умело посадили свои машины на Deboyne и выжили. В 12:10, используя условное сообщение сигнала 17-му Оперативному соединению об успехе миссии, пилот пикирующего бомбардировщика и командир эскадрильи Роберт E. Диксон с авианосца Лексингтон радировал: «Раздолбали одну плоскую крышу! Подписано Боб».

#### Действия после полудня
Американские самолёты возвратились и совершили посадку на палубы своих авианосцев в 13:38. К 14:20 самолёты уже были перевооружены и готовы к вылету против сил вторжения в Порт-Морсби или крейсеров Гото. Но Флетчер был обеспокоен тем, что местонахождение остальных авианосцев японского флота до сих пор не было известно. Он был проинформирован о том, что, по мнению разведывательных источников союзников, до четырёх японских авианосцев могут поддерживать операцию MO. Флетчер пришел к выводу, что к тому времени, когда его разведывательные самолёты найдут остальные авианосцы, в тот день будет уже слишком поздно для подготовки удара. Таким образом, Флетчер решил в этот день воздержаться от ещё одного удара и остаться в обороне, скрываясь под толстым слоем сплошной облачности. Флетчер повернул 17-е Оперативное соединение на юго-запад.
Уведомленный о потере Сёхо, Иноуэ приказал конвою вторжения временно отойти на север, а Такаги, находившемуся в это время в 225 милях (417 км) восточнее 17-го Оперативного соединения, уничтожить американские авианосные силы. Когда конвой вторжения изменил курс, он подвергся бомбардировке восемью самолётами B-17s армии США, но не получил повреждений. Гото и Кадзиока было приказано собрать свои корабли к югу от острова Россел для сражения под покровом ночи, если американские корабли войдут в пределы радиуса их действия.
В 12:40, базирующийся в Deboyne гидросамолет, обнаружил и сообщил о силах Крейса, находившихся по пеленгу 175° в 78 милях (144 км) от Deboyne. В 13:15 самолёт из Рабаула тоже обнаружил силы Крейса, но передал ошибочное донесение, заявив, что эти силы содержат два авианосца и находятся по пеленгу 205° в 115 милях (213 км) от Deboyne. На основе этих докладов, Такаги, ожидавший возвращения всех его самолётов после нападения на танкер ''Неошо'', в 13:30 повернул свои авианосцы на запад и в 15:00 проинформировал Иноуэ, что авианосцы США находятся по крайней мере в 430 милях (800 км) к западу от его местоположения и что поэтому он не сможет атаковать их в тот же день.
Уже рано утром штаб Иноуэ направил две группы штурмовиков из Рабаула навстречу сообщенному местоположению кораблей Крейса. В первую группу вошли 12 вооруженных торпедами бомбардировщиков G4M, а вторую группу составили вооруженные бомбами 19 армейских самолётов-штурмовиков Mitsubishi G3M. Обе группы обнаружили и атаковали корабли Крейса в 14:30 и утверждали, что потопили линкор типа ''Калифорния'' и повредили ещё один линкор и крейсер. В действительности корабли Крейса остались неповрежденными и сбили четыре самолёта G4Ms. Спустя короткое время три армейских бомбардировщика США B-17s по ошибке тоже бомбили корабли Крейса, но не причинили им никакого ущерба.
В 15:26 Крейс радировал Флетчеру, что не может завершить свою миссию без поддержки с воздуха. Крейс отступил к югу на позицию около 220 миль (410 км) к юго-востоку от Порт-Морсби, чтобы увеличить расстояние от японских авианосцев или наземной авиации, оставаясь при этом достаточно близко, чтобы перехватить любые японские военно-морские силы, если они выйдут за пределы архипелага островов Луизиада через пролив Джомард или Китайский пролив. Корабли Крейса имели малый запас топлива, и поскольку Флетчер поддерживал радиомолчание (и не проинформировали его об этом заранее), Крейс понятия не имел о местоположении Флетчера и его намерениях.
Вскоре после 15:00 на ''Дзуйкаку'' следили за сообщениями от базирующихся на Дебойн разведывательных самолётов (неправильно) следившими за силами Крейса, изменившими курс точно на 120° (юго-восток). В штабе Такаги решили, что самолёты преследуют авианосцы Флетчера, и определили, что корабли союзников, конечно, будут в зоне досягаемости незадолго до наступления темноты. Такаги и Хара были полны решимости немедленно атаковать их имевшейся группой самолётов и без истребителей сопровождения, даже несмотря на то, что это означало, что атаковавшие вернутся назад уже после наступления темноты.
Чтобы попытаться подтвердить местонахождение американских авианосцев, в 15:15 Хара отправил в полет восемь бомбардировщиков-торпедоносцев на разведку в радиусе 200 миль (370 км) на запад. Примерно в это же время пикирующие бомбардировщики вернулись из атаки на Неошо и приземлились. Шесть уставших пилотов пикирующих бомбардировщиков заявили, что они готовы немедленно отправиться на очередное задание. Подобрав наиболее опытные экипажи, в 16:15 Хара выпустил 12 пикирующих бомбардировщиков и 15 торпедоносцев с приказом лететь по пеленгу 277° на 280 миль (520 км). Восемь самолётов-разведчиков достигли предела этой 200 мильной (370 км) зоны поиска и повернули обратно, не увидев кораблей Флетчера.
В 17:47 17-е Оперативное соединение — действовавшее под толстым слоем облаков в 200 милях (370 км) к западу от Такаги — обнаружило направлявшиеся к ним японские ударные силы на экранах радара, повернуло к юго-востоку против ветра, и направило 11 самолётов воздушного патруля «Уайлдкэт», в том числе один пилотируемый Джеймсом Х. Флэтли, на перехват. Застав японское формирование врасплох, «Уайлдкэты» сбили семь самолётов-торпедоносцев и один пикирующий бомбардировщик, и тяжело повредили ещё один торпедоносец (который впоследствии разбился), ценой потери трех истребителей «Уайлдкэт».
Понеся тяжелые потери в ходе нападения, в котором также было рассеяно и их формирование, лидеры японских сил, посовещавшись по радио, отменили миссию. Все японские самолёты сбросили свой боезапас и изменили курс, чтобы вернуться на свои авианосцы. Закат был в 18:30. Поэтому некоторые японские пикирующие бомбардировщики около 19:00 в темноте столкнулись с американскими авианосцами, и на недолгое время запутавшись в их принадлежности, кружили, готовясь к посадке, прежде чем зенитный огонь с эсминцев 17-го Оперативного соединения отогнал их. В 20:00 17-е Оперативное соединение и Такаги находились на расстоянии около 100 миль (190 км) друг от друга. Такаги включил на своих боевых кораблях прожекторы, чтобы помочь 18 уцелевшим самолётам возвратиться назад, и все они были готовы к дальнейшему использованию к 22:00.
В то же время, в 15:18 и 17:18 Неошо удалось по радио передать 17-му Оперативному соединению, что он дрейфует к северо-западу в тонущем состоянии. Неошо в 17:18 сообщил неверные координаты, что затруднило последующие усилия США по спасению и нахождению танкера. Более существенным была новая информация Флетчера, что у него теперь не было поблизости возможности пополнить запасы топлива.
Когда стемнело, дневные воздушные операции закончились, и Флетчер отдал приказ 17-му Оперативному соединению повернуть на Запад и с первыми лучами солнца быть готовыми начать поиск на 360°. Крейс также повернул на запад, чтобы остаться в пределах зоны поражения островов Louisiades. Иноуэ приказал Такаги следующим днем убедиться, что он уничтожил авианосцы США и отложил высадку в Порт-Морсби до 12 мая. Такаги решил отвести в ночное время свои авианосцы на 120 миль (220 км.) к северу, чтобы таким образом он мог бы сосредоточить утром свой поиск на западе и юге и обеспечить своими авианосцами лучшую защиту для конвоя вторжения. Гото и Кадзиока не смогли расположить и скоординировать свои корабли так, чтобы попытаться совершить ночное нападение на военные корабли союзников.
Обе стороны ожидали найти друг друга рано утром следующего дня и всю ночь готовили свои ударные самолёты для предполагаемого сражения, тогда как их измученные экипажи пытались получить несколько часов сна. В 1972-м году вице-адмирал ВМФ США Х. С. Данкворт после прочтения японских отчетов о сражении, прокомментировал: «Без сомнения, 7 мая 1942 года в зоне Кораллового моря было наиболее запутанной областью сражения в мировой истории». Позже Хара рассказывал начальнику штаба Ямамото, адмиралу Матомэ Угаки, что он был настолько расстроен «плохой удачей» которую японцы испытали 7 мая, что он даже захотел бросить курить на флоте.

### Сражение авианосцев, второй день
В 7:15 капитан-лейтенант Такахаси поднял в воздух 18 истребителей, 33 пикирующих бомбардировщика и 18 торпедоносцев, которые развернулись по широкой дуге в поисках американских авианосцев. Через 10 минут разведка обнаружила американский флот (2 авианосца и ещё 10 кораблей).
Авианосцы обнаружил пилот Кейта, старшина Кано Кэндзо. Он следовал за американской эскадрой, пока не начало заканчиваться топливо. Он повернул к базе, но по пути встретил эскадрилью Такахаси. Боясь, что Такахаси потеряет авианосцы, он повернул назад и повёл эскадрилью к цели, уже не имея шансов вернуться на базу.
В 9:20 эскадрилья атаковала американские авианосцы. Лексингтон получил 2 попадания торпедами и 2 бомбами и был впоследствии затоплен. Йорктаун получил 1 попадание бомбой и ещё 2 разорвались рядом. В этой атаке погибли капитан-лейтенант Такахаси, старшина Кано, всего 26 самолётов.
Примерно в то же время американская палубная авиация (80 самолётов) атаковала японские авианосцы. Авианосец Дзуйкаку скрылся в дождевом шквале, а Сёкаку получил 3 попадания средними бомбами. Мореходность корабля не пострадала, но полётная палуба была разрушена и авианосец покинул район боя.

### Ремонт, переоценка обстановки и отступление
Ударные силы, имея множество поврежденных самолётов, возвратились назад и приземлились на палубы своих авианосцев в период от 12:50 до 14:30. Несмотря на повреждения, Йорктаун и Лексингтон оба были в состоянии принять самолёты своих возвращающихся воздушных групп. Во время ремонтных операций, по различным причинам авиация США потеряла ещё пять пикирующих бомбардировщиков SBD, два торпедоносца TBDs и истребитель Wildcat, а японцы потеряли два Зеро, пять пикирующих бомбардировщиков и один торпедоносец. Сорок шесть из имевшихся в начале 69 самолётов японских ударных сил вернулись из миссии и приземлились на Дзуйкаку. Из них больше трех ‘’Зеро’’, четырёх пикирующих бомбардировщика и пяти самолётов-торпедоносцев оценивались как не подлежащие ремонту, и они были сразу же сброшены в море.
Пока 17-е Оперативное соединение восстанавливало свои самолёты, вице-адмирал Флетчер оценил ситуацию. Возвратившиеся летчики сообщили, что они сильно повредили один авианосец, однако, что другой авианосец избежал повреждений. Флетчер заметил, что оба его авианосца были повреждены, и что его воздушные силы понесли большие потери в истребителях. Запасы топлива также вызывало беспокойство в связи с потоплением Неошо. В 14:22 Фитч уведомил Флетчера, что у него есть сообщение о двух неповрежденных японских авианосцах, и что эти данные были подтверждены радиоперехватом. Полагая, что он сталкивается с подавляющим превосходством японских авианосцев, Флетчер решил вывести 17-е Оперативное соединение из сражения. Флетчер радировал Макартуру приблизительное положение японских авианосцев и предложил, чтобы он атаковал их своими базирующимися на суше бомбардировщиками.
Около 14:30 Хара сообщил Такаги что только 24 ‘’Зеро’’, восемь пикирующих бомбардировщиков, и четыре самолёта-торпедоносца с авианосцев в настоящее время могут продолжать сражение. У Такаги было беспокойство о запасах топлива на его кораблях. У его крейсеров он был равен 50 %, а некоторые из его эсминцев имели всего 20 % запас. В 15:00 Такаги уведомил Иноуэ, что его летчики потопили два американских авианосца — Йорктаун и класса Саратога, но тяжелые потери в самолётах означали, что он не может продолжить обеспечивать воздушное прикрытие сил вторжения. Иноуэ, чей разведывательный самолёт обнаружил корабли Крейса этим же днем ранее, отправил конвой вторжения в Рабаул, отложил MO до 3 июля и приказал своим силам собраться в северо-восточной части Соломоновых островов для начала операции RY. Дзуйкаку и его сопровождение направились обратно в Рабаул, хотя Сёкаку отправился в Японию.
Ночью, получив первые донесения, адмирал Ямамото отменил приказ Иноуэ и потребовал от Дзуйкаку любой ценой найти и добить повреждённый авианосец противника. Дзуйкаку вновь повернул на юг, развив при этом максимальную скорость.
Однако из-за промедления действия японцев оказались напрасными, поскольку авианосец Лексингтон к тому времени уже пошёл ко дну, а 17-е оперативное соединение, в составе которого находился повреждённый авианосец Йорктаун, на полном ходу отходило к Перл-Харбору и было вне досягаемости.

## Итоги
| Потери сторон в сражении | Потери сторон в сражении | Потери сторон в сражении           |
| ------------------------ | ------------------------ | ---------------------------------- |
|                          | Союзники                 | Япония                             |
|                          | Потоплены:               |                                    |
| Авианосцы                | 1                        | 1                                  |
| Эсминцы                  | 1                        | 1                                  |
| Прочие                   | 1 танкер                 | 3 малых боевых корабля             |
|                          | Повреждены:              |                                    |
| Авианосцы                | 1                        | 1                                  |
| Эсминцы                  |                          | 1                                  |
| Прочие                   |                          | 2 малых боевых корабля 1 транспорт |
| Потери самолётов         | 69                       | 92                                 |
| Убитыми                  | 656                      | 966                                |

В ходе двухдневного боя японская армия потеряла 32 самолёта сбитыми и пропавшими без вести, ещё 12 самолётов произвели вынужденную посадку на воду. Ещё несколько самолётов было сброшено за борт на Дзуйкаку, чтобы принять самолёты с «Сёкаку». Сразу после боя на Дзуйкаку осталось 24 Зеро, 9 Вэлов и 6 Кейтов, всего четверть от первоначального состава.

«Никто из переживших этот бой не представлял ужасных стратегических последствий допущенных нами ошибок. Поврежденному „Йорктауну“ позволили удрать, в то время как единственная торпеда или пара бомб довершили бы уничтожение этого корабля. Через месяц помилованный нами корабль стал одним из главных факторов, которые привели к сокрушительному поражению нашего флота при Мидуэе».
Сражение в Коралловом море стало первой крупной битвой авианосцев, а также первым морским сражением, в ходе которого корабли противников находились вне пределов видимости. Союзники в ней потерпели тактическое поражение, однако это сражение являлось для них стратегическим выигрышем, так как японцы не смогли атаковать Порт-Морсби на Новой Гвинее. Кроме того, два японских авианосца, участвовавших в битве в Коралловом море, не смогли принять участие в следующем сражении у атолла Мидуэй, которое случилось 4 июня 1942 года и стало поворотной точкой в войне на Тихом океане.

## Значение сражения
Сражение в Коралловом Море было первым крупным морским сражением, стратегически проигранным японским флотом во Второй мировой войне. Несмотря на то, что по потерям сражение завершилось практически вничью, Япония была вынуждена отказаться от планов захвата Порт-Морсби и использования его как ключевого звена в оборонительном периметре Новой Гвинеи.
Помимо этого, японский флот потерял значительное количество трудновосполнимого ресурса — высококлассных пилотов-асов — который не мог быть компенсирован в ближайшее время из-за неудовлетворительной системы подготовки лётчиков в Японии (сбор элитных эскадрилий высококлассных асов приводил к отсутствию опытных пилотов-инструкторов).

### Новый вид морских сражений
Сражение в Коралловом море было первым в своём роде, когда корабли участников даже не видели друг друга или приблизились бы на расстояние пушечного выстрела. Вместо этого, самолёты выполняли роль артиллерии. Поэтому адмиралы боевых групп участвовали в новом виде морского противостояния: авианосец против авианосца. Оба адмирала не имели соответствующего опыта подобных сражений. Из-за потребности в быстром принятии решений, японцы оказались в проигрышной ситуации, поскольку адмирал Иноуэ находился на базе Рабаул, а Флетчер — непосредственно на одном из кораблей.

### Мидуэй

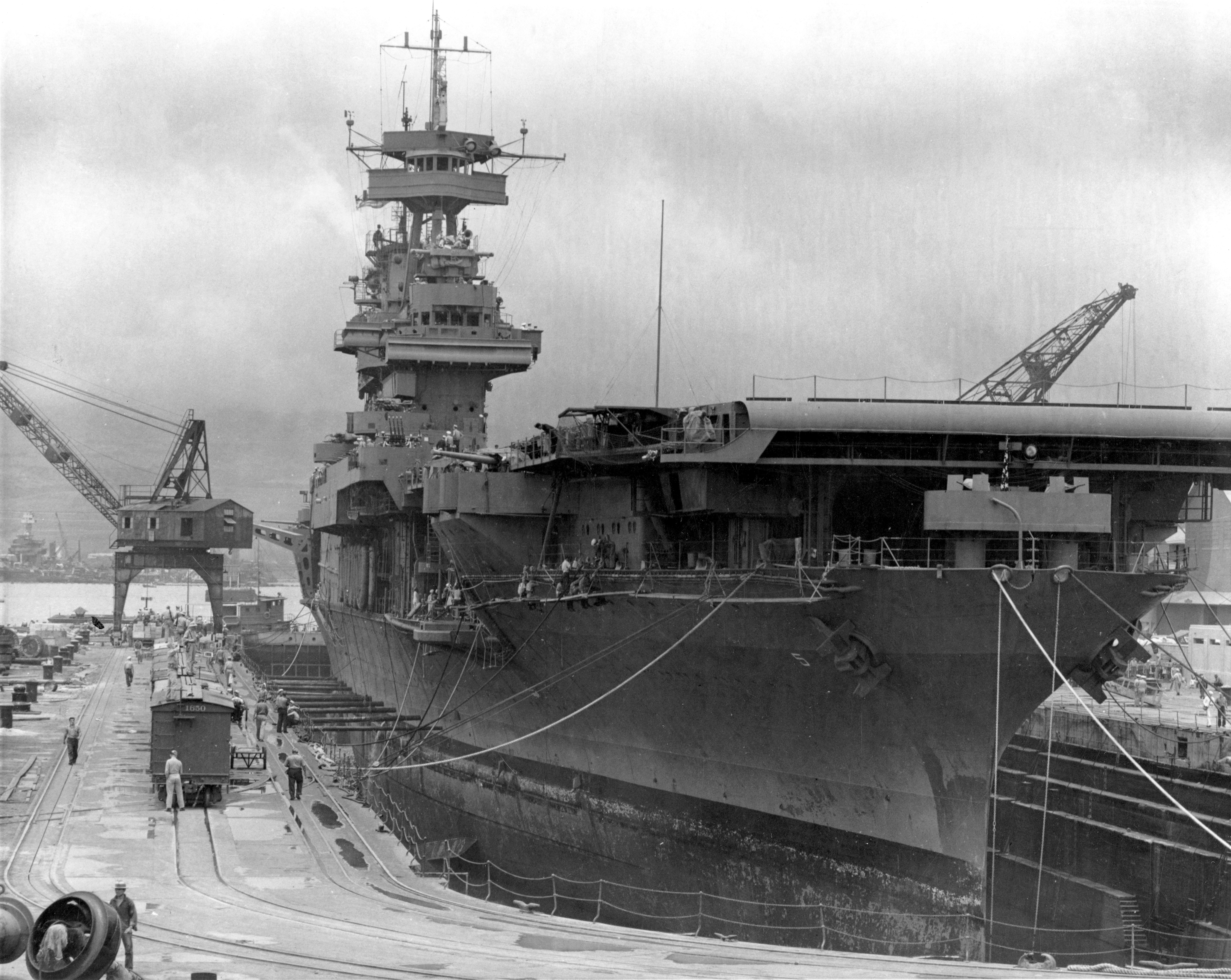
Йорктаун в сухом доке
базы Перл-Харбор 29 мая 1942,
незадолго до отправки к атоллу Мидуэй

Одним из самых важных последствий сражения в Коралловом море для японцев был вывод из строя их авианосцев Сёкаку и Дзуйкаку. Ямамото планировал использовать эти корабли в битве за Мидуэй.
Предполагалось, что авианосец Сёхо будет оказывать поддержку высадке сухопутных сил. Японцы ошибочно считали, что уничтожили два авианосца противника. Но даже при такой ситуации у американцев оставалось ещё два авианосца: Энтерпрайз и Хорнет, которые могли поддержать оборону базы на атолле Мидуэй. При этом количество кораблей поддержки у американцев было больше, а если к ним прибавить самолёты с базы Мидуэй, то японцы уже утрачивали превосходство в предстоящей битве. Помимо этого американцам удалось практически полностью восстановить полученные в сражении в Коралловом море авианосцем Йорктаун повреждения на базе Перл-Харбор в период с 27 по 30 мая, что позволило кораблю принять участие в битве за Мидуэй.